# 元武寿
元武寿（598年—670年9月22日），名不详，字武寿，以字行，同州蒲城县（今陕西省渭南市蒲城县）人，祖籍河南郡洛阳县（今河南省洛阳市东），追尊魏景穆帝拓跋晃后裔，唐朝官员。

## 生平
武德元年（618年），元武寿出任左亲卫队正。武德七年（624年），改任左卫亲卫府旅帅。貞觀十三年（639年），仍兼长上。贞观十四年（640年），元武寿任右卫长上校尉，当年接受敕令担任西蕃绝域使，到贞观十九年（645年）才返回朝廷复命，同年三月，出任左卫凉泉府左果毅都尉，跟随唐太宗李世民征讨高句丽。贞观二十一年（647年），元武寿接受敕令征讨龟兹，担任虞候总管。永徽三年（652年）十二月，元武寿出任左卫勋二府郎将。永徽六年（655年）八月，元武寿出任明威将军、左卫翊一府中郎将。显庆元年（656年）二月，元武寿加上柱国。显庆三年（658年）正月，元武寿接受敕令册封阿史那弥射和阿史那步真，又受命吊祭龟兹国王，册封国王之子为国王，出任检校安西副都护，受恩赐紫袍。显庆五年（660年）九月，元武寿兼任太子左卫副率，同年接受敕令持节担任荣州道行军大总管。龙朔二年（662年）七月，元武寿出任宣威将军、守太子右司御卫率。乾封元年（666年）十月，元武寿出任壮武将军，其余官职如故。乾封元年十二月，元武寿改任右卫将军。总章二年（669年）二月（670年9月22日），元武寿改任右骁卫将军，散官如故。咸亨元年九月三日（670年9月22日），元武寿因病在长安安兴里私人住宅中去世，虚岁七十三。咸亨元年岁次庚午十月庚午朔四日癸酉（670年11月21日），葬于雍州万年县义丰乡之原。

## 家庭

### 曾祖
- 元晔，北魏长广王、东海王、建明皇帝[1]

### 祖父
- 拓跋良，北周散骑常侍、开府仪同三司、直阁将军、金紫光禄大夫、太子仆、并恒二州诸军事、二州刺史、晋阳县开国侯[1]

### 父亲
- 元集，隋朝东宫奉事直长、代理平武郡马盘县县令、朝散大夫、太仆寺丞[1]